# Trio Forrozão
Trio Forrozão é uma banda brasileira de forró.

## História
No início dos anos 90, no Rio de Janeiro e em todo o Brasil começou o movimento chamado “forró universitário”, e o Trio Forrózão foi um dos precursores deste movimento.  Começou a tocar na Feira de São Cristóvão, em diversas barracas. 
Em 1997, foram descobertos por Caetano Veloso, que os adotou como padrinho musical, sendo responsável pela chegada do Trio Forrozão ao cenário nacional. O grupo já tocou nos EUA em Nova Iorque, Boston e mais oito cidades da américa. Em 1998, gravou músicas de Durval Vieira e Zé Duarte.
Em 2003, ganhou disco de ouro com a trilha sonora do filme ¨Lisbela e o Prisioneiro ” e em 2007, foi finalista na categoria Grupo Regional no 5º Prêmio TIM de Música.

## Integrantes
- Bastos – voz (faleceu no dia 2 de dezembro de 2012, devido um AVC)
- Nicodemos –  Voz e Zabumba
- Edinho Xupa Kabra – triângulo
- Jorge Massarico - segunda voz e sanfona acordeon

## Discografia
- 1998 - Trio Forrozão

(Forró da Musa, Viciado em Forró, Os Homi da Paraíba, Zé do Rock, Ovo de Codorna, Cabra Desmantelado, Xote das Meninas, Pequenininha, Espuma aos Ventos, Amei à Toa, Xote Ecológico, Petrolina-Juazeiro, É Bom Fazer Assim, Casa da Saudade, Sou Eu Sim, É Proibido Cochilar)
- 1999 - Agitando a Rapaziada

(Agitando a Rapaziada, Até Mais Ver, Eu Sou o Estupim, Amor Amor é Amar, Xote Capixaba, A Vida do Viajante/Capim Novo/No Meu Pé de Serra, Estrada de Canindé/Forró de Mané Vito, Numa Sala de Reboco, Zé Esteves, Ela Nem Olhou Pra Mim, Quando Bate o Coração, Mata Papai, Quando os Dois se Quer, Em Plena Lua de Mel)
- 2000 - Na Batida Zabumba

(Forró Veneno, Bom Demais, Represa do Querer, Qui Nem Jiló, Lisbela, Eu Piso e Você Pisa, É Só Você Querer, A Pergunta, Diploma Nordestino, Xodó, Saudade, Não Vê Porque Não Quer, Você Caiu do Céu, Mineira)
- 2001 – Forrobodó

(Forrobodó, Porque, Meu Coração, Tô Ficando Velho, Tinguilingue, O Velho Arvoredo, Meu Viver, Queimei Seu Travesseiro, Minha História, Você na Minha Vida, Que Nem Pandeiro, Será Que a Gente se Namora?, Que Nem Vem Vem)
- 2003 - Trio Forrozão 10 Anos de Sucesso

(Gamado Nela, Energia dos Cristais, Pau de Arara, Vi Embora Não Meu Amor, Bar do Quim, Galrguinho dos Zói Azul, De santa Quitéria a Juazeiro, Tem de Forró, Amor Pra Mais de Mil, Verdade do Amor, Buraquinho da Salete, Moreninha, Se Puxar o Pai, Cabra Forrozeiro, O Que é Que Você tá Fazendo aí Meu Bem, Paraibano, Amor de Campos, Paguei Pra Você Tocar, Ninguém Desata Esse Nó)
- 2004 - De Férias com o Trio Forrozão

(Lisbela, Quando Bate o Coração, Até Mais Ver, A Vida do Viajante/Capim Novo/No Meu Pé de Serra, O Velho Arvoredo, Xote Capixaba, Diploma de Nordestino, Estrada de Canindé/Forró de Mané Vito, Agitando a Rapaziada, Mineira, Forrobodó, Tinguilingue, Amor Amor é Amar, Já Que Tá Gostosa Deixa)
- 2006 - Na Puxada de Rede

(Canção do Roedor, De Tamanco Mulher, Coração Maluvido, Como Dois Animais, Com Medo de Ficar Doente, Na Puxada de Rede, Seu Delegado, No Fundo é Só Prazer, Cintura Fina, Vida, Ilha de Marajó, Fantasia, Nuvem Passageira)
- 2013 - Amor e Forró pé de serra

Reizado (Fagner) - Por Amor Ao Forró (Pinto do Acordeon) – Retrato Redondinho (Dominguinhos) – Você Endoideceu Meu Coração (Nando Cordel) – No Calor Do Seu Amor (Agepê) – Deslizes (Fagner) – Cidadão (Zé Geraldo) – Sou Feliz (Jorge de Altinho – Carência (Flávio José) Anjo Malandrinho (Petrúcio Melo) Carinhar Meu Coração (Maciel Melo – Luiz Fidelis) – Cartinha Prá Seu Luiz (Pinto do Acordeon) – É Madrugada (Antonio Barros) Brincadeira Na Fogueira (Antonio Barros) Naquele São João (Antonio Barros) – Gostava Tanto de Você (Tim Maia) – Diana (Versão: Carlos Gonzaga) – Aproveita Gente (Dominguinhos) É de Dar Água na Boca (Nando Cordel) Olha Pro Céu (Luiz Gonzaga) – Que Nem Vem Vem (Maciel Melo) – Ela Nem Olhou Pra Mim (Alcymar Monteiro) )
- 2016 -CD Comemorativo "  25 anos de muita história "

Casinha Branca (Gilson\ Joran ) - Buli com Tu (Cecéu) - Caboclo sonhador ( Maciel Melo ) - Caipora do Mato (Cecéu) - Confidências ( Jorje de Altinho\ Petrúcio Amorim ) - Dance Forró mais eu ( Targino Gondim ) - Difícil demais ( Os Nonatos ) - Forró da Musa ( Gilvan da Silva \ Damião Bento ) - Forró do Bom ( João Silva \ Luiz Gonzaga ) - Garota Bossa Nova ( Jacinto Limeira \ Zé Pacheco ) - Mate o Véio, Mate ( João Gonçalves \ Genival Lacerda ) - Me diz, Amor ( Accioly Neto ) - Por Você ( Mauro Santa Cecília \ Maurício Barros ) - Riacho do Navio ( Zé Dantas \ Luiz Gonzaga ) - Só dá Você ( Ivan Peter \ Hermelinda ) - Amor Verdadeiro ( Max Gasperazzo \ Bruno Moritz )

### Álbuns e Vendagens
| Ano  | Título                           | Vendagens      |
| ---- | -------------------------------- | -------------- |
| 1998 | Trio Forrozão                    | 258.000 cópias |
| 1999 | Agitando a Rapaziada             | 273.000 cópias |
| 2000 | Na Batida da Zabumba             | 221.000 cópias |
| 2001 | Forrobodó                        | 188.000 cópias |
| 2003 | Trio Forrozão 10 Anos de Sucesso | 83.000 cópias  |
| 2004 | De Férias Com o Trio Forrozão    | 198.000 cópias |
| 2006 | Na Puxada de Rede                | 67.000 cópias  |
| 2013 | Por amor ao Forró                | 18.730 cópias  |
| 2016 | 25 anos de muita história        |                |